# Ein Fleck in der Sonne
Ein Fleck in der Sonne ist ein US-amerikanischer Spielfilm aus dem Jahr 1961. Der Film entstand nach dem Theaterstück A Raisin in the Sun von Lorraine Hansberry. Sie schrieb auch das Drehbuch zum Film.

## Handlung
Die Familie Younger ist eine afro-amerikanische Familie, die in beengten Verhältnissen im Süden Chicagos lebt, ohne große Hoffnung auf Veränderung. Als jedoch Lena Younger einen 10.000,- $ Scheck von der Lebensversicherung ihres verstorbenen Mannes erhält, scheint sich das Leben der Familie doch noch verändern zu können. Lena hat ganz klare Vorstellungen, was mit dem Geld passieren soll. Zunächst möchte sie ein kleines Haus kaufen und Tochter Beneatha soll ihr Medizinstudium beenden können. Sohn Walter Lee will das Geld investieren, sich mit dem Geld selbständig machen und einen Getränkeshop eröffnen. Bisher ist er als Chauffeur eines reichen weißen Mannes tätig. Lena ist jedoch gegen Walters Zukunftspläne. Sie kauft ein Haus im Clybourne Park, einem weißen Wohnviertel. Darüber kommt es zum Streit zwischen Mutter und Sohn. Auch Walter Lees Ehefrau Ruth ist gegen das Investment. Walter Lee verlässt die Familie im Zorn und bleibt der Arbeit fern. Er betrinkt sich in einer Bar, wo Lena ihn findet. Sie bietet ihm das Restgeld von 6.500,- $ an. Die Familie findet so wieder zusammen. 
Die ausschließlich weißen Bewohner von Clybourne Park sind jedoch keineswegs gewillt, zukünftig auch schwarze Nachbarn zu haben. Sie entsenden den Vermittler Mark Lindner, der den Youngers ein höheres Angebot als den ursprünglichen Kaufpreis unterbreitet, um die Familie vom Umzug abzuhalten. Die Youngers lehnen das Angebot jedoch ab. Walter Lee investiert jetzt ohne Wissen der Familie in ein Geschäft, wird dabei jedoch um sein Geld betrogen. Verzweifelt über den Verlust und den Betrug an seiner Familie, möchte Walter Lee das Haus für das höhere Angebot verkaufen. Er erkennt jedoch den Rückschritt, den dies für seine Familie bedeuten würde. Walter Lee lehnt Lindners Angebot erneut und entschieden ab; die Familie bezieht das neue Haus.

## Kritiken
„Die Filmfassung eines erfolgreichen Bühnenstücks, in der Gestaltung dem Theater verpflichtet, beeindruckt durch hervorragende Darsteller (vor allem Claudia MacNeil) und den Ernst, mit dem sie den Wert der Familiensolidarität und die Würde des Menschen bezeugt.“

## Auszeichnungen
Der Film nahm am Wettbewerb der Internationalen Filmfestspiele von Cannes 1961 teil. Regisseur Daniel Petrie wurde auf dem Festival mit dem erstmals vergebenen Gary Cooper Award ausgezeichnet. 1962 wurden die Darsteller Sidney Poitier und Claudie McNeil für einen Golden Globe Award nominiert. Im gleichen Jahr erhielten die beiden Schauspieler auch eine Nominierung für den British Film Academy Award. Ruby Dee wurde vom National Board of Review zur besten Nebendarstellerin des Filmjahres 1961 gewählt.
Die kulturgeschichtliche Bedeutung dieses Films wurde im Jahr 2005 durch seine Aufnahme in das National Film Registry gewürdigt.